# The Killer Angels
The Killer Angels (1974) è un romanzo storico di Michael Shaara ambientato durante la Guerra Civile americana e in particolare nella battaglia di Gettysburg.

## Storia editoriale
Il romanzo è stato pubblicato nel 1974, vincendo l'anno successivo il Premio Pulitzer per la narrativa. Nel 1996 Jeff Shaara, il figlio dell'autore. ne ha pubblicato il prequel intitolato Gods and Generals, seguito nel 2000 dal sequel dal titolo The Last Full Measure.
Il romanzo è inedito in Italia.

## Trama
La narrazione parte il 30 giugno 1863, data d'arrivo delle truppe Confederate e Unioniste nella zona limitrofa alla città di Gettysburg, e si snoda nei giorni in cui la battaglia fu effettivamente combattuta: il 1, il 2 ed il 3 luglio dello stesso anno. L'autore annuncia già nell'introduzione per il lettore la propria volontà di concentrarsi sui punti di vista degli uomini, di entrambi gli schieramenti, che parteciparono alla battaglia, descrivendo la personalità e accennando la biografia di tutti gli storici protagonisti che lì si distinsero.

## Opere derivate
Dal romanzo è stata tratta una trasposizione cinematografica, nel 1993, intitolata Gettysburg.

## Edizioni
- (EN) ISBN	0-679-50466-4 Michael Shaara, 1ª ed., McKay, 1974.